# 谢谢乌
谢谢乌是巴西伯南布哥州的一个市镇。总面积116.57平方公里，总人口14231人，人口密度122.1人/平方公里。